# Nhà tù Lao Bảo
Nhà tù Lao Bảo (hay còn gọi là nhà đày Lao Bảo, thuộc khóm Duy Tân, thị trấn Lao Bảo, huyện Hướng Hoá, tỉnh Quảng Trị) là một trong năm nhà tù lớn nhất Đông Dương. Đây là nơi giam cầm nhiều nhà cách mạng cộng sản cốt cán mà sau này là lãnh đạo cao cấp của chính quyền nước Cộng hòa xã hội chủ nghĩa Việt Nam như: nhà thơ Tố Hữu, đại tướng Nguyễn Chí Thanh, Trần Văn Cung, Lê Chương, Lê Thế Tiết... Sau ngày thống nhất đất nước, nhà tù Lao Bảo được công nhận là "di tích lịch sử văn hoá cấp quốc gia".

## Khu di tích nhà tù Lao Bảo
Nhà tù Lao Bảo được Nhà nước công nhận là di tích lịch sử cấp Quốc gia từ ngày 25 tháng 1 năm 1991. Đến thời điểm này, nhà tù Lao Bảo đón nhiều lượt du khách thập phương về tham quan.
Năm 1995, ngành Văn hóa – Thông tin đã cho mở đường, dựng một đài chứng tích nằm cạnh lao C, một đàn âm hồn để tưởng niệm những người đã chết, một nhà bia tưởng niệm Hồ Bá Kiện, người chỉ huy cuộc bạo động năm 1915.
Đến năm 2000, trong chương trình tôn tạo di tích, một cụm tượng đài tương đối quy mô đã được đầu tư xây dựng cùng với việc quy hoạch lại khuôn viên, xây nhà đón tiếp, tổ chức trưng bày bổ sung nhằm mục đích việc góp phần "giáo dục truyền thống" và "đạo đức cách mạng" cho các đối tượng thanh thiếu niên.
Tuy vậy, trong thời gian gần đây, khu di tích này đã có dấu hiệu xuống cấp khá nghiêm trọng, các ghi nhận gần đây cho thấy di tích lịch sử này có khả năng sẽ trở thành một phế tích.
Trong những nỗ lực để trùng tu lại di tích lịch sử này, Ủy ban nhân dân tỉnh Quảng Trị đã phê duyệt dự án trùng tu tôn tạo khu di tích này vào tháng 8 năm 2009, dự kiến sẽ hoàn thành trong năm 2011.
Dù vậy, theo Trưởng ban quản lý di tích nhà tù Lao Bảo thì đến nay dự án này vẫn chưa tiến hành khởi công, việc hoạt động quản lý khu di tích cầm chừng vì nguồn thu từ việc bán vé tham quan không đáng kể.

### Vị trí
Nhà tù Lao Bảo nằm cuối đường Lê Thế Tiết, Khóm Duy Tân,Thị trấn Lao Bảo, huyện Hướng Hoá, được xây dựng ở giữa một thung lũng cách phía nam Quốc lộ 9 khoảng 2km, cách Đông Hà khoảng 80km, cách Khe Sanh khoảng 22km, bao quanh 3 phía nam. Trước đó, đây là một vùng hoang vu, phía Tây là sông Sê Pôn, phía Đông là núi đá cao chót vót, phía Bắc là đồn Trấn Cao thời Nguyễn.

### Cấu trúc
Khu nhà nhốt tù được chia thành nhiều khu nhỏ như: Nhà bếp (bếp tù thường và bếp tù chính trị), tháp lọc nước, nhà vệ sinh và năm nhà giam gọi là các batimăng A, B, C, D, E.
Ban đầu chỉ có hai dãy nhà giam gọi là lao A và lao B gồm hai dãy nhà tù cũ, bán kiên cố, làm bằng tre, gỗ, trát đất, lợp ngói, dài 15m, cao 2m, rộng 5m. Tường đất kín mít, trét toóc xi, chỉ có hai cửa lớn ra vào, khi đóng cửa nhà tối om như hầm đá.
Xung quanh nhà có lan can và có hành lang nối liền hai lao A và B. Trong mỗi lao có hai dãy sàn gỗ cho tù nhân nằm, cuối căn có trang bị cùm lớn. Mỗi lao có thể giam giữ được 60 tù nhân, tù nhân có thể ngồi dậy nhưng không thể di chuyển vị trí nằm được.
Năm 1931 – 1932 thực dân Pháp cho xây thêm hai dãy nhà mới gọi là lao C và lao D có phần kiên cố hơn với tường bằng đá, mái lợp tôn, sàn bằng xi măng, bê tông cốt thép, đến năm 1934 thì hoàn thành. Mỗi nhà lao dài 30m, rộng 6m giam giữ được khoảng 180 tù nhân và khu biệt giam có 13 buồng, mỗi buồng rộng 1m, cao 2,14 m.
Dưói lao C có một nhà hầm (hầm E), là một cái hầm sâu xuống đất, gọi là ca sô, từ trần đến mặt đất chỉ khoảng 2 mét, tường xi măng cốt thép kiên cố dày 1m, không có cửa sổm chỉ có những lỗ nhỏ hình chữ nhật cũng có song sắt chắc chắn, có một cửa nhỏ vuông bằng sắt dày khoảng 0,4m, song sắt cửa sổ to bằng ngón tay đan dọc ngang, dày không đút lọt lon sữa bò. Đây là hầm biệt giam để giam tù chính trị.
Nói chung, ba gian nhà C, D, E đúc bằng bê tông cốt thép rất vững chắc. Trong đó hai nhà D và E chồng lên nhau, nhà D ở trên nhà E.
Kiểu kiến trúc các nhà A, B, C, D này khác hẳn các nhà tù khác. Tường xây cao lên cách nền chừng 5m, không có cửa sổ, xây hàng hiên chìa ra phía ngoài cả bốn chung quanh, xây cao lên khoảng 2,5 m, có cửa số song sắt và cửa kính.
Lính gác đi lại theo hàng hiên này, nhìn xuống thấy rõ khắp cả nhà lao. Người tù ở trong nhà lao chỉ nhìn lên thấy trời theo cửa sổ trên cao, không thấy gì xung quanh.
Toàn bộ các công trình được bao quanh bởi hệ thống tường thành kiên cố cao 3,5m và nhiều lô cốt bảo vệ ở các góc thành và các vị trí quan trọng.
Ngoài ra trong khu vực nhà đày Lao Bảo còn có nhà hành xác, nhà tra trấn, hỏi cung (nằm ở góc Đông - Nam), nhà cai ngục, trại lính (ở góc Tây - Bắc) nhà dây thép (Bưu điện), xưởng mộc, xưởng thêu, xưởng rèn.
Ngoài hệ thống nhà lao, phía ngoài còn có nhà ăn, nhà bắt các tù nhân làm các đồ dùng thủ công. Gần cổng là nhà của đồn trưởng, cai, xếp và trại lính được bao quanh bởi hàng rào tre cao chắc chắn. Hiện nay ở đó còn cột xi măng, giữa đục lỗ cắm cờ chủ quyền.

## Lịch sử
Vào thời phong kiến nhà Nguyễn, nơi đây là một đồn trấn thủ ở ải biên thùy, trấn giữ một phần bờ cõi phía Tây của lãnh thổ Đại Nam. Nơi đây trước đó là vùng rừng núi trập trùng, hiểm trở, xa dân cư, thường biết đến là chốn "rừng thiêng, nước độc"
Nhà tù Lao Bảo được khởi công xây dựng vào năm 1908 trên một khu đất rộng chừng 10ha, hoàn toàn biệt lập với các khu vực khác để giam giữ các "Quốc Sự Phạm" miền Trung là thường phạm và những người yêu nước chống Pháp theo các phong trào Cần Vương, Văn Thân. Sau 1929-1930, nhà đày được mở rộng để giam tù cộng sản.

### Trong chiến tranh Đông Dương
Trong chiến tranh Đông Dương, nhà tù Lao Bảo giữ một vị trí rất quan trọng. Đây là một trong năm nhà tù lớn nhất của Đông Dương, thực dân Pháp dùng nơi đây để giam cầm những người bản xứ chống lại họ, những người cộng sản hoạt động ở Quảng Trị như: Lê Thế Tiết, Trần Hữu Dục, Trần Hoành, Lê Thế Hiếu, Trần Ngang, Đoàn Lân, Trần Công Ái..., miền Trung Việt Nam như Tố Hữu, Nguyễn Chí Thanh, thậm chí còn giam giữ cả những người Lào.
Nhà tù Lao Bảo được coi là bằng chứng sống động nhất về tội ác của thực dân Pháp và những người bản xứ làm việc cho Pháp đối với những người đấu tranh cho độc lập ở Việt Nam trong mấy thập kỷ đầu tiên của thế kỷ XX. Đồng thời còn là nơi phản ánh tinh thần chịu đựng kiên cường, ý chí phản kháng to lớn của những người đấu tranh cho nền độc lập của Việt Nam.

### Trong chiến tranh Việt Nam
Những năm 1960 của Chiến tranh Việt Nam, Mặt trận Dân tộc Giải phóng miền Nam Việt Nam đã biến nơi đây thành cơ sở cách mạng của quân đội trong chiến dịch Đường 9 - Khe Sanh (năm 1967).
Để đập tan ổ cứ điểm này và tiêu diệt lực lượng bộ đội đang ẩn náu ở nơi đây, Hoa Kỳ đã sử dụng lực lượng không quân hùng hậu ném bom đánh sập gần như toàn bộ Nhà tù Lao Bảo và không để lại một dấu tích nào.

## Cực hình
Tại đây thực dân Pháp đã dùng những hình phạt dã man thời Trung cổ như gông, cùm, xiềng xích cùng với chế độ cai trị hà khắc tàn bạo nhất để đàn áp và giết hại các lực lượng yêu nước và cộng sản.
Theo số liệu thống kê chưa được đầy đủ từ khi lập nhà tù Lao Bảo cho đến tháng 3 năm 1945, đã có hàng ngàn tù nhân bị thực dân Pháp giam giữ tại đây, trong đó có trên 350 là tù nhân chính trị bị lưu đày, nhiều đảng viên Cộng sản đã chết vì không chịu nổi những đòn tra tấn của lực lượng hỏi cung.
Để chống lại chế độ hà khắc của nhà tù này, tù nhân nơi đây đã nổ ra các cuộc đấu tranh rất quyết liệt, dưới mọi hình thức đối với cai ngục nhằm bảo vệ quyền sống tối thiểu của con người và nêu cao tinh thần cách mạng.
| “                | Cùng với Sơn La, Buôn Mê Thuột, Côn Đảo… nhà đày Lao Bảo là một nhà tù nổi tiếng ác độc, được xây dựng ở vùng rừng núi heo hút, đầy muỗi sốt rét ác tính, ở miền Tây Quảng Trị, thực tế đã là mồ chôn hàng nghìn người cách mạng bất khuất. Song với tinh thần "biến nhà tù đế quốc thành trường học cách mạng", nhà đày Lao Bảo đã trở thành nơi nung nấu lòng yêu nước thiết tha, rèn luyện ý chí kiên cường của các chiến sĩ Cộng sản. | ” |
| — Nhà thơ Tố Hữu | |   |

### Việc giam giữ
Chế độ giam cầm, đầy ải của cai ngục ở đây rất khắc nghiệt mà mang tính chất tàn bạo. Có nhiều nhân chứng cho rằng những người cai ngục này hành hạ thể xác phạm nhân cho đến lúc tàn phế, tù nhân bị đánh đập, tra tấn tàn bạo trong các lần hỏi cung.

### Chế độ giam giữ
Mỗi một người hay một tốp tù mới đến, đều phải nằm sấp, úp mặt xuống đất trước cửa phòng giấy của chủ ngục, lính canh lục soát hết mọi thứ.
Tất cả đồ đạc của người tù mới đến, bất kể cái gì, khô hay ướt, đều gói lại, ghi sổ, đưa vào kho. Đến khi lấy ra thì đồ vật hầu như hư hỏng hết vì không được bảo quản tốt.
Khi mới nhà tù, việc đầu tiên của tù nhân là bị đưa vào lò rèn, đóng gông, xiềng, cạo đầu. Nhiều trường hợp dao cùn quá, cạo rách cả da đầu, chảy máu. Sau đó đưa xuống casô, cùm lại.
Chế độ gông cùm ở đây cũng khác nhiều nơi. Mỗi người tù đều phải mang gông và xiềng sắt ở cổ, hai vòng sắt ở hai chân, có dây xích sắt ngoặc vào ba còng sắt ấy.
Mỗi người tù một năm được phát hai bộ quần áo màu xanh, rất xấu, một chăn, một chiếu, tất cả đều là hàng kém phẩm chất.

### Chế độ làm việc
Người tù bị bắt làm đủ thứ việc từ đập đá mở đường 9, làm cầu cống, chặt cây, đắn gỗ đến làm vườn trồng rau, làm thợ mộc, làm đồ mây tre, đồ thêu... để tăng thu nhập cho chủ ngục.
Khi đi làm ở ngoài thì cứ hai tù có một lính đi theo canh, đi cách nhau 5m. Lính canh phải cầm súng, ngón tay trỏ luôn luôn để sẵn ở cò súng. Một đoàn tù đi làm không nghe một tiếng nói mà chỉ nghe tiếng xiềng sắt chạm nhau lẻng xẻng và tiếng chửi bới của lính.
Ngoài giờ đi làm, về lao là tù nhân bị cùm ngay. Cùm xong mới được ăn.

### Chế độ ăn uống, nghỉ ngơi, vệ sinh
Khi ăn xong thì tù nhân phải nằm xuống, muốn ngồi dậy phải xin phép lính gác.
Ở trong nhà lao người tù ăn thì phải dùng bát gỗ. Bát đựng canh phải dùng ô đồng. Ô đồng có rỉ rất độc, ăn rất nguy hiểm. Bát gỗ lâu ngày, mắm muối ngấm vào, khi đưa lên miệng, ngửi thấy mùi muốn nôn ọe, rất khó chịu.
Lương thực, thực phẩm thì cai tù phát gì nhận nấy và tù nhân không có quyền khiếu nại cho dù là gạo mục, mắm thối. Người đi lấy rau lợn, rau thỏ, đồng thời lấy rau tù để cải thiện bữa ăn nhưng không ổn định.
Ở trong nhà lao, cũng như đi làm ở ngoài, người tù không được nói, kể cả nói thầm. Ai muốn nói phải xin phép lính gác. Ở trong nhà lao bị cùm, người tù khi vệ sinh phải dùng ống tre có quai đeo ở mạ cùm.

### Chế độ y tế
Thuốc men ở trong tù cho phạm nhân chỉ có một thứ là ký ninh nước. Hàng tuần chiều thứ bãy, đi làm về, y tá và lính đứng sẵn ở cửa ra vào buộc mỗi người phải há mồm, chúng đổ vào mồm một cốc ký ninh nước, nuốt xong mới được đi. Nhiều người phải nôn mửa.
Chưa kể đến việc thời tiết ở đây rất khắc nghiệt. Về mùa khô hanh, ban đêm ở Lao Bảo rất lạnh, còn ban ngày, nhất là buổi trưa thì rất nóng, buổi sáng sương mù dày đặc, chỉ cách nhau khoảng 3 hoặc 4 mét là không thấy mặt nhau... cho nên phạm nhân rất dễ bị nhiễm bệnh.

### Đời sống tinh thần
Về đời sống tinh thần, tù nhân không được đọc sách, báo, không được phép liên lạc thư từ với gia đình, cũng không được gặp người nhà khi đến thăm nuôi... mọi sinh hoạt cá nhân đều phải được phép của lính gác.